# Jennifer Jones
Jennifer Jones, właśc. Phylis Lee Isley (ur. 2 marca 1919 w Tulsie, zm. 17 grudnia 2009 w Malibu) – amerykańska aktorka filmowa oraz rzeczniczka zdrowia psychicznego. Laureatka Oscara za pierwszoplanową rolę Bernadety Soubirous  w dramacie biograficznym Pieśń o Bernadette (1943).
Wystąpiła w ponad 20 filmach, a jej partnerami ekranowymi byli m.in. Gregory Peck, Humphrey Bogart, Laurence Olivier, Montgomery Clift, Charlton Heston i William Holden.

## Życiorys
Była córką aktorów teatralnych, Flory Mae i Philipa Isleya. Kiedy miała sześć lat, zapragnęła zostać aktorką filmową. W październiku 1937 rozpoczęła naukę w American Academy of Dramatic Arts w Nowym Jorku.
Za rolę Bernadety Soubirous w filmie Pieśń o Bernadette (1943) otrzymała w 1944 Oscara dla najlepszej aktorki pierwszoplanowej. Największą rozpoznawalność zdobyła dzięki roli Pearl Chavez w monumentalnym westernie Pojedynek w słońcu (1946) Kinga Vidora. Karierę aktorską zakończyła drugoplanową rolą w jednym z najsłynniejszych filmów katastroficznych Płonący wieżowiec (1974). Po tym okresie już nie występowała publicznie i nie udzielała wywiadów. Wyjątek zrobiła w 1998 i 2003, kiedy to pojawiła się na jubileuszowych ceremoniach rozdania Oscarów w uroczystej prezentacji aktorów – dotychczasowych laureatów Nagrody Akademii.

## Życie prywatne
W latach 1939–1945 była żoną Roberta Walkera, z którym miała dwóch synów, Roberta jr. (1940–2019) i Michaela (1941–2007). Następnie została żoną czołowego hollywoodzkiego producenta filmowego, Davida O. Selznicka, z którym od 1943 miała pozamałżeński romans i z którym doczekała się syna Danny’ego oraz córki Mary Jennifer. Po śmierci męża w 1965 poślubiła multimilionera i kolekcjonera sztuki Nortona Simona, właściciela największej prywatnej kolekcji dzieł sztuki na świecie. Stała na czele Rady Muzeum Nortona Simona w Pasadenie.

## Filmografia
- 1939: Nowa granica (New Frontier) jako Celia Braddock
- 1939: The Streets of New York
- 1939: Dick Tracy's G-Men jako Gwen Andrews
- 1943: Pieśń o Bernadette (The Song of Bernadette) jako Bernadeta Soubirous
- 1944: Od kiedy cię nie ma (Since You Went Away) jako Jane Deborah Hilton
- 1944: The Fighting Generation jako asystentka pielęgniarki
- 1945: Listy miłosne (Love Letters) jako Singleton / Victoria Morland
- 1946: American Creed
- 1946: Pojedynek w słońcu (Duel in the Sun) jako Pearl Chavez
- 1946: Cluny Brown jako Cluny Brown
- 1948: Portret Jennie (Portrait of Jennie) jako Jennie Appleton
- 1949: We Were Strangers jako China Valdez
- 1949: Pani Bovary (Madame Bovary) jako Emma Bovary
- 1950: Gone to Earth jako Hazel Woodus
- 1952: Ruby Gentry jako Ruby Gentry
- 1952: Dzikie serce (The Wild Heart) jako Hazel Woodus
- 1952: Siostra Carrie (Carrie) jako Carrie Meeber
- 1953: Stacja końcowa (Stazione Termini) jako Mary Forbes
- 1953: Pobij diabła (Beat the Devil) jako Pani Gwendolen Chelm
- 1955: Dzień dobry Pani Dove (Good Morning, Miss Dove) jako Panna Dove
- 1955: Miłość jest wspaniała (Love Is a Many-Splendored Thing) jako Han Suyin
- 1956: Człowiek w szarym garniturze (The Man in the Gray Flannel Suit) jako Betsy Rath
- 1957: Barretowie z ulicy Wimpole (The Barretts of Wimpole Street) jako Elizabeth Barrett
- 1957: Pożegnanie z bronią (A Farewell to Arms) jako Catherine Barkley
- 1962: Czuła jest noc (Tender Is the Night) jako Nicole Diver
- 1966: The Idol jako Carol
- 1969: Angel, Angel, Down We Go jako Astrid Steele
- 1974: Płonący wieżowiec (The Towering Inferno) jako Lisolette Mueller

## Nagrody
- Nagroda Akademii Filmowej Najlepsza aktorka pierwszoplanowa: 1944 Pieśń o Bernadette
- Złoty Glob Najlepsza aktorka filmowa: 1944 Pieśń o Bernadette